# Districte d'Hérens

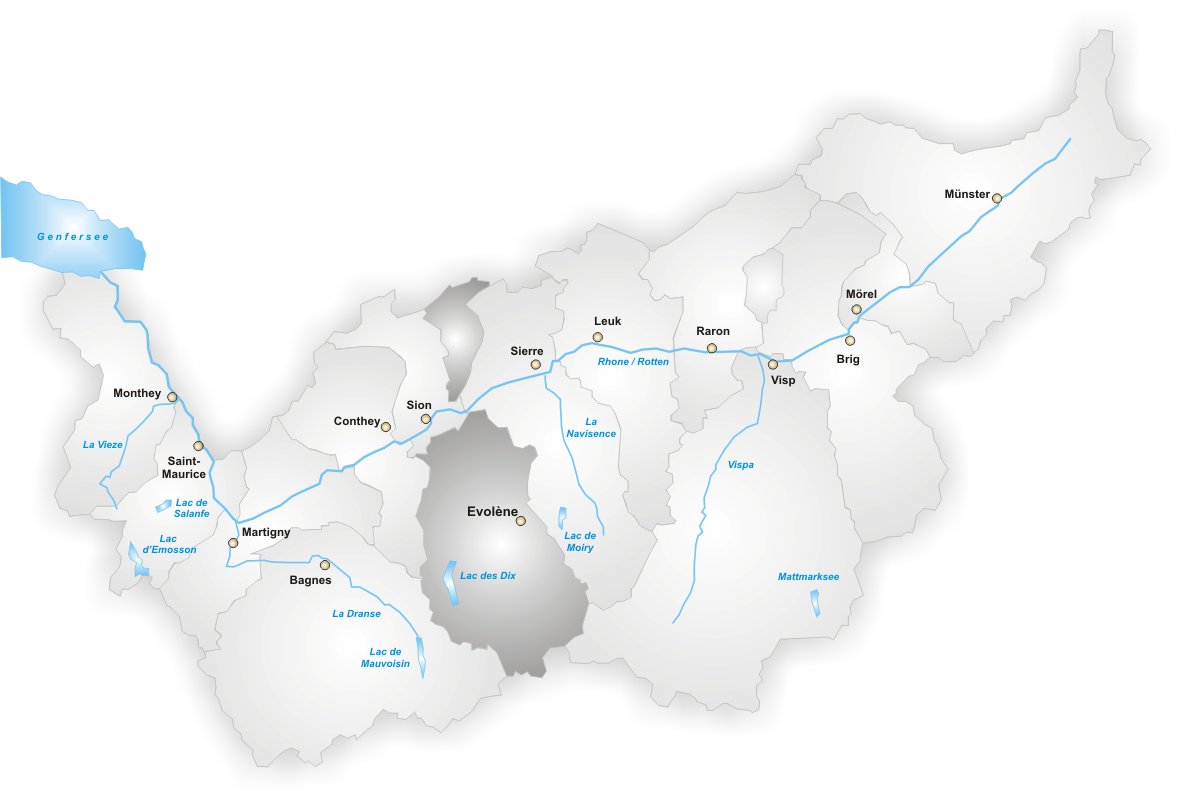
El Districte d'Hérens

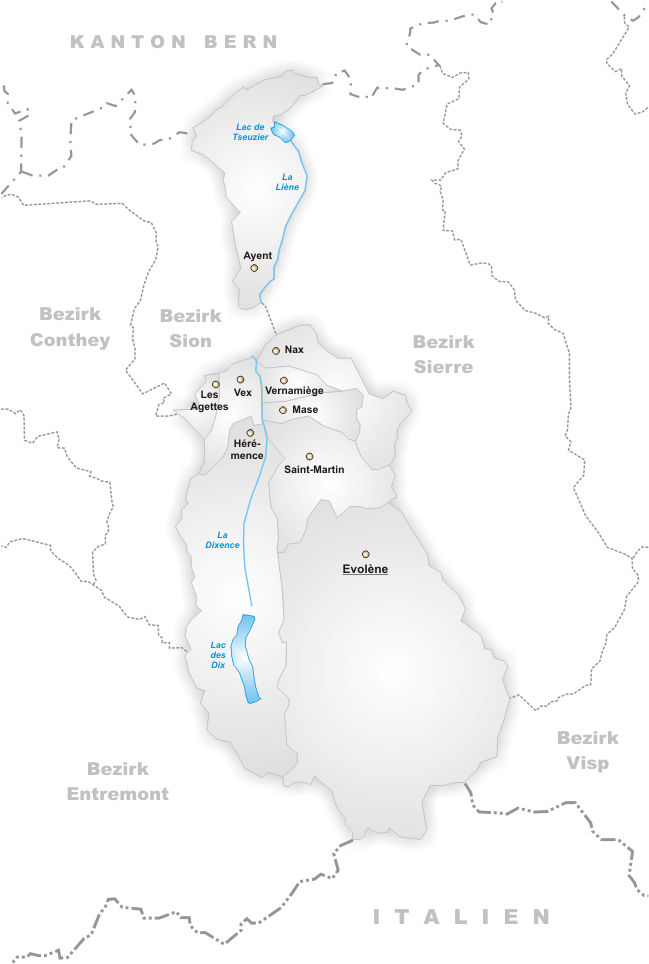
Municipis del districte d'Hérens

El Districte d'Hérens és un dels 13 districtes del cantó suís del Valais, a la part francòfona d'aquest. Té un 9953 habitants (cens del 2006) i una superfície de 443,5 km². Actualment està format per 9 municipis i el cap del districte és Vex.

## Municipis
- CH-1966 Ayent
- CH-1983 Évolène
- CH-1987 Hérémence
- CH-1992 Les Agettes
- CH-1968 Mase
- CH-1973 Nax
- CH-1969 Saint-Martin
- CH-1961 Vernamiège
- CH-1981 Vex

El districte d'Hérens comptarà amb sis municipis a partir de l'1 de gener de 2011, ja que els municipis de Nax, Mase i Vernamiège es fusionaran per formar el nou municipi de Mont-Noble